# Jaraguari
Jaraguari är en kommun i Brasilien.   Den ligger i delstaten Mato Grosso do Sul, i den södra delen av landet, 800 km sydväst om huvudstaden Brasília. Antalet invånare är 6 341.
Följande samhällen finns i Jaraguari:
- Campo Verde

Omgivningarna runt Jaraguari är huvudsakligen savann. Trakten runt Jaraguari är nära nog obefolkad, med mindre än två invånare per kvadratkilometer.